# Constant de desintegració

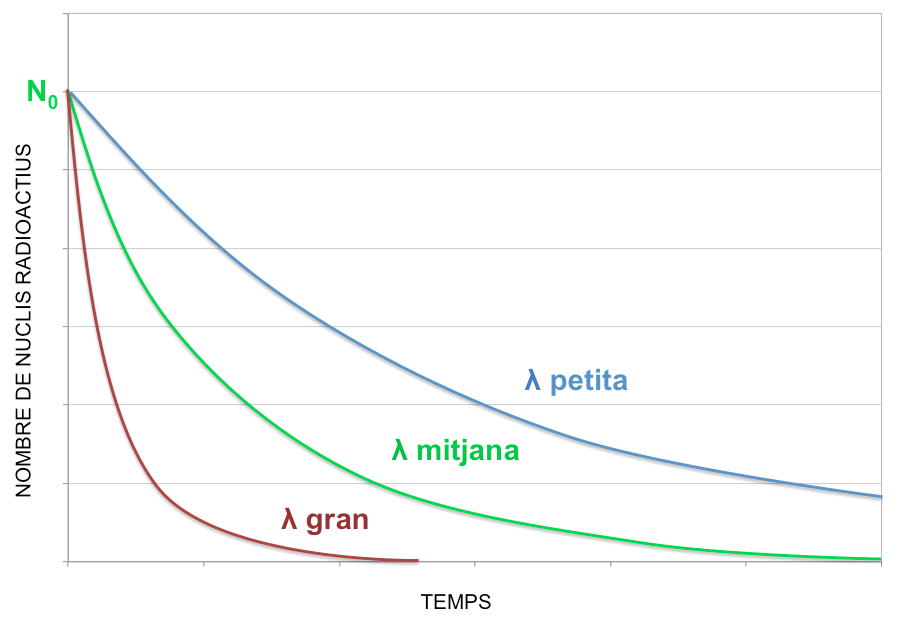
Representació del nombre de nuclis que queden sense desintegrar en funció del temps per a tres radioisòtops amb constants de desintegració petita, mitjana i gran.

La constant de desintegració, o constant radioactiva, {\displaystyle \lambda } és el coeficient de proporcionalitat que relaciona el nombre de nuclis atòmics que es desintegren per unitat de temps (activitat radioactiva) amb el nombre de nuclis atòmics presents en aquell instant. És una constant característica de cada isòtop radioactiu o radioisòtop. Les seves unitats son d'1/temps.
L'expressió matemàtica és donada per l'equació:{\displaystyle dN/dt=-\lambda N}
essent:
- {\displaystyle \lambda } la constant de desintegració
- {\displaystyle N} el nombre de nuclis atòmics presents, i
- {\displaystyle dN/dt} l'activitat radioactiva {\displaystyle A}, això és la variació amb el temps del nombre de nuclis que desapareixen, el signe negatiu indica el fet de la minva del nombre de nuclis.[1]

| Radioisòtop                   | U-238       | Pu-239      | C-14        | Ra-226      | Rn-220     | Li-8  | Bi-214    |
| ----------------------------- | ----------- | ----------- | ----------- | ----------- | ---------- | ----- | --------- |
| {\displaystyle \lambda }(s–1) | 5,0 × 10–18 | 9,2 × 10–13 | 3,9 × 10–12 | 1,4 × 10–11 | 1,3 × 10–2 | 0.825 | 4,3 × 103 |

## Relacions amb d'altres constants
En radioactivitat s'empren habitualment altres constants que relacionen de manera inversa amb la constant de desintegració:
- Vida mitjana, {\displaystyle \tau }, és el valor mitjà del temps d'existència (és a dir, de ‘‘vida’’) d'un nucli d'una espècie radioactiva abans de desintegrar-se: {\displaystyle \tau =1/\lambda }.[2]
- Període de semidesintegració o període radioactiu, {\displaystyle t_{1/2}}, és el temps necessari perquè es desintegrin la meitat dels nuclis d'una substància radioactiva: {\displaystyle t_{1/2}=\ln 2/\lambda }.[3]